# سلعا
سلعا (به عربی: سلعا) یک منطقهٔ مسکونی در لبنان است که در شهرستان صور واقع شده‌است.
 سلعا   ۴۴۰ متر بالاتر از سطح دریا واقع شده‌است.